# Cristina del Valle (cantante)
María Cristina Fernández González Valle (Oviedo, 1 de agosto de 1960), más conocida como Cristina del Valle, es una cantante y compositora española y activista  en contra de la violencia de género. Además, formó parte del dúo español Amistades Peligrosas, con el que ha lanzado seis álbumes de estudio (2 000 000 de copias vendidas) y cinco álbumes en solitario.

## Biografía
Empezó profesionalmente en la música con el grupo Vodevil y más tarde editó dos discos en solitario con el nombre artístico de Cris.

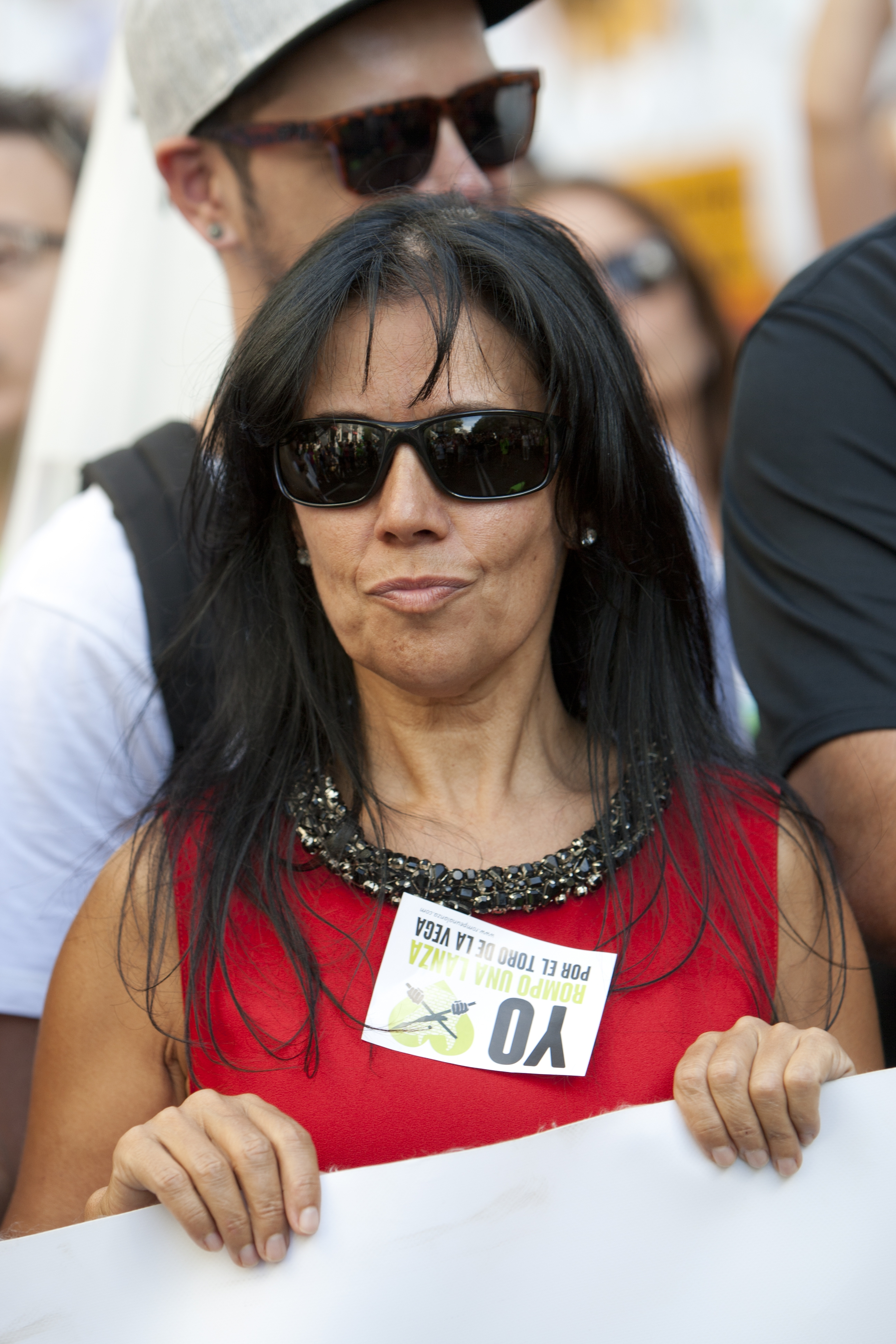
Cristina del Valle en una manifestación contra el Toro de la Vega en 2014.

En 1980, se trasladó a Madrid para estudiar criminología, implicándose en el activismo social. Desde 1978 ha trabajado en grupos de acción social, ONG (Ayora, Solidarios, Apram, etc) y partidos de izquierdas y animalistas, apoyando a organizaciones que trabajan en favor de los derechos humanos o el pueblo saharaui o contra la violencia de género, y contra todo tipo de maltrato animal.
Fue fundadora y presidenta de la Plataforma de Mujeres Artistas contra la Violencia de Género, que inició su actividad en el año 1999 con el objetivo de solicitar a los diferentes partidos políticos la promulgación de una Ley Integral contra la violencia de Género, así como llevar a cabo una decidida campaña de sensibilización en los medios de comunicación social.
En 2014 debutó como bloguera en el diario digital Cambio 16 en una nueva sección titulada «Tiempos Rotos». En este blog se comentan diversos acontecimientos y se reflexiona sobre temas de carácter social, desde la posición de la mujer en la política hasta la educación infantil respecto a la violencia.
Por su posicionamiento en favor de la igualdad y contra la violencia de género, participa regularmente en conferencias y coloquios; de esta forma participó en el Coloquio Internacional Violencia y Paz en Mérida (México).

## Trayectoria artística
Como cantante, empezó en el grupo Vodevil. Durante los años 1986-1989, ya bajo el nombre artístico Cris, editó dos discos bajo la multinacional WEA, producidos por Carlos Cárcamo. Hacía «música enlatada», muy característica de los años ochenta y cuyos temas, aunque más bien insustanciales (típico de la «adolescente enamorada»), consiguieron cierta repercusión a pesar de la poca promoción que se le dio. Del Valle no se sentía cómoda con el producto pop que le exigía su compañía, por lo que decidió romper la relación.
Tras conocer a Alberto Comesaña e iniciar con él una relación sentimental, decidieron formar el exitoso grupo musical Amistades Peligrosas, en el año 1990, que se separó en 1998 debido a la ruptura sentimental entre ambos ocurrida en 1997. El dúo se volvió a unir en 2003 para la publicación de su último trabajo juntos.
Tras la ruptura de Amistades Peligrosas, Cristina del Valle retoma su carrera en solitario y pública en 1999 su tercer disco El dios de las pequeñas cosas del que se extraerán varios sencillos. El primero de ellos «Encadenada».[cita requerida]
Ha colaborado en diversos proyectos musicales como Tatuaje (un homenaje de varios artistas pop al mundo de la copla), donde interpretó la canción María de la O, también participó en el disco Homenaje a Triana interpretando el tema “Quiero decirte niña”.
En el 2001 interpreta el tema musical de la cantante estadounidense Suzane Vega “Luka”  que formó parte del disco “Hay que volver a empezar” a beneficio de las Mujeres Maltratadas.
En el cine, Cristina del Valle,  participó en 2002 con el tema  Alfonsina y el mar en la película “Machín: toda una vida” de la directora la directora Nuria Villazán Martín.
Del Valle ha seguido dando conciertos por toda España y gran parte del mundo, tanto en solitario como con la Plataforma de Mujeres Artistas Contra la Violencia de Género.
En abril de 2009 publicó en solitario un disco más, Tiempos Rotos.
Regresó en 2010 con Amistades Peligrosas, haciendo dúo con Manu Garzón, con quien trabajó en un nuevo material discográfico, titulado El arte de amar, que incluyó nuevas versiones de Africanos en Madrid, Casi nunca bailáis y Me quedaré solo. El cinco de julio se publicó en el canal oficial de Avispa Music el videoclip del segundo sencillo, Resucítame. En el mismo mes se publicó igualmente la canción Con los brazos abiertos como parte de la campaña Madrid 2020.
En diciembre de 2020, Amistades Peligrosas reapareció con su formación original, Cristina del Valle y Alberto Comesaña, y anunciaron un disco recopilatorio y conmemorativo por el 30 aniversario del dúo, además del tema inédito «Alto al fuego», "dedicado amor y a la empatía como antídoto ante la desesperanza y el dolor".

## Discografía

### En solitario
- Cris (1987)
- Siempre te metes en líos (1989)
- El dios de las pequeñas cosas (1999)
- Apuntes generales del mundo (2001)
- Sinfonía de mujeres: de Norte a Sur (2007, con Marina Rossell y Rim Banna)
- Tiempos Rotos (2009)[9]

### ConAmistades Peligrosas[1]
- Relatos de una intriga (1991)
- La última tentación (1993)
- La profecía (1996)
- Nueva era (1997)
- Grandes éxitos (1998)
- La larga espera (2003)
- El arte de amar (2013)
- Pacto de sal  (2019)

### Sencillos
En solitario
| Año  | Canción                |
| ---- | ---------------------- |
| 1987 | Te lo has hecho fatal  |
| 1988 | Estamos a solas        |
| 1988 | Sola estoy mucho mejor |
| 1989 | Cerca de ti            |
| 1989 | Taxi, siga a ese coche |
| 1999 | Encadenada             |
| 1999 | Llega el 2000          |
| 2000 | Luna Polisaria         |
| 2001 | El secreto de Orión    |
| 2001 | Todo mentira           |
| 2009 | Tiempos rotos          |

## Premios y reconocimientos
Del Valle ha recibido diversos premios de diferentes organizaciones de mujeres e instituciones de toda España personalmente y como presidenta de la Plataforma de Mujeres Artistas contra la Violencia de Género.
- Amotinada Mayor de Aranjuez 2003
- Premio Derechos Humanos 2004. Otorgado por el Consejo General de la Abogacía Española.[10]
- El 11 de noviembre de 2005 en Viso de Alcor (Sevilla) se inauguró la calle Cristina del Valle, en homenaje a su lucha en defensa de los derechos de la mujer.

- En el año 2006 es nombrada embajadora de la ONU de los Objetivos del Milenio (ODM), lo que le llevó a recorrer el mundo denunciando la desigualdad y violencia que sufren las mujeres.[11]

- En el año 2010 fue galardonada con el Premio Nicolás Salmerón de Derechos Humanos en su categoría de Defensa de la Mujer.[12]

- En agosto de 2010 fue galardonada con "I Premio Semilla" desde el Área de Desarrollo Rural y Cultura del Ayuntamiento de Gordoncillo (León) por su carácter de "semilla" y aportar frutos a la sociedad a través de sus múltiples compromisos personales e iniciativas en defensa de los Derechos Humanos, fin de la violencia machista, etc.

- En octubre de 2013, fue nombrada Socia de Honor de la Asociación Defensa Animal Región de Murcia - DARMUR, por su colaboración contra el maltrato animal.

- En 2015 en la quinta edición de los Premios Mujeres Constitucionales, recibió el premio a la Libertad de Expresión.[13]

- En 2017 le conceden imponer sus manos y figurar, por tanto, en el Paseo de las Estrellas de Cariñena.[14]
- Premio Publifestival TV 2018 por su compromiso social, también fue reconocida como Miembro de Honor de Fundación Mundo Ciudad, entidad organizadora el festival.[15]
- EN 2018 recibió el Premio Menina por su lucha contra la violencia de género y en favor de la igualdad.[16]

- En 2019 Cristina del Valle fue nombrada «Quesera de Honor», una distinción concedida por el Ayuntamiento de Fuentesaúco (Zamora) en el marco del Festival del Queso de Castilla y León, por su lucha por la igualdad real de la mujer en todos los ámbitos de la vida diaria y contra la violencia machista, así como su compromiso con la lucha de la mujer rural por conseguir la igualdad real.[17]
- En 2022 recibió el Galardón Nacional "Adalid de la Música" otorgado por Vocal Center.[18][19]
- En noviembre de 2022 fue reconocida su labor en la lucha contra la violencia de género en VI Gala Contra la Violencia de Género organizada por el Ayuntamiento de Móstoles, los premios se otorgan a personas o instituciones que han destacado por su labor a favor de la igualdad. En esta Gala, junto a Cristina del Valle se entregaron premios al expresidente del Gobierno, José Luis Rodríguez Zapatero, Ana María Pérez del Campo, la jueza María Victoria Rosell Aguilar y a CERMI Mujeres.[20][21]